# Čunski
Čunski är en ort i Kroatien.   Den ligger i länet Gorski kotar, i den sydvästra delen av landet, 180 km sydväst om huvudstaden Zagreb. Čunski ligger 55 meter över havet och antalet invånare är 150.
Terrängen runt Čunski är huvudsakligen platt, men norrut är den kuperad.  Närmaste större samhälle är Mali Lošinj, 8,1 km sydost om Čunski. 